# Saint-Viaud

Saint-Viaud este o comună în departamentul Loire-Atlantique, Franța. În 2009 avea o populație de 2,111 de locuitori.